# Glenda Jackson
Glenda May Jackson CBE, född 9 maj 1936 i Birkenhead i Merseyside (i dåvarande Cheshire), död 15 juni 2023 i Blackheath i London, var en brittisk skådespelare och senare labourpolitiker.
Som skådespelare belönades hon bland annat med Oscar två gånger (1970 och 1973). Som politiker var hon parlamentsledamot 1992–2015.

## Biografi
Glenda Jackson föddes som dotter till en murare. Hon hoppade av skolan 16 år gammal för att ansluta sig till ett amatörteatersällskap. Under ett årtionde växlade hon mellan repertoarteater och tillfälliga arbeten som servitris, receptionist och apoteksassistent.

### Skådespelarkarriär
Glenda Jacksons genombrott kom år 1964 när hon fick ett erbjudande av Peter Brook att delta i hans Theatre of Cruelty-revy, som sponsrades av Royal Shakespeare Company (RSC); Jackson hade året före börjat framträda i roller för RSC. Detta ledde till hennes stora succéroll som den galna Charlotte Corday i Peter Weiss pjäs Mordet på Marat, när den sattes upp i såväl London som New York. Hon gjorde sin filmdebut året därpå i samma roll.
Därefter var Jackson under flera decennier ett återkommande ansikte i större roller på både filmduken och i TV-sammanhang, liksom på scenen under en teaterkarriär som sträckte sig från 1952 till 2019. Hon oscarsbelönades för sina huvudroller i När kvinnor älskar (1970) och Kärlek börjar med kast (1973). Jackson tillhör de skådespelare som belönats med "Triple Crown of Acting", genom att ha vunnit Oscar (två statyetter), Emmy Award (tre gånger) och Tony (en gång, utöver fyra ytterligare nomineringar). Själva statyetterna donerade hon till sin egen mor, eftersom de enligt Jackson betydde mer för modern.
Efter ett flera decennier långt avbrott från skådespelandet (på grund av den politiska karriären, se nedan) återkom hon till scenen 2016, i rollen som Kung Lear. 2020 återkom hon i TV-sammanhang, i dramat Elizabeth Is Missing som gav henne en Bafta Award. Hon spelade Elizabet I ett antal gånger, inklusive i BBC-dramat Elizabeth R (som hon vann en Emmy för) och i filmen Maria Stuart – drottning av Skottland från 1971 (där Vanessa Redgrave syntes i titelrollen).
Den näst sista filmrollen skedde i Mothering Sunday 2021, utöver The Great Escaper där hon 2023 (strax före sin död) spelade mot Michael Caine, som var Jacksons motspelare första gången 1975.

### Politik och sista tid
I början av 1990-talet slutade hon filma och blev istället parlamentsledamot för Labour, där hon representerat Londonförorterna Hampstead och Highgate. I två års tid verkade hon som transportminister i Tony Blairs regering som tillträdde 1997. Hon omvaldes i maj 2010 för femte gången, och hon verkade i sin roll som parlamentariker fram till 2015.
År 2023 avled hon i sitt hem, efter en kortare tids sjukdom. Hon var då 87 år gammal.

## Eftermäle
Som skådespelare utmärkte Jackson sig för sin mångsidighet, starka karaktär och förmåga att snabbt byta register i sitt framträdande. I sin roll som politiker ville hon aldrig bli påmind om sin bakgrund som filmstjärna.

## Filmografi, i urval
- 1966 – Mordet på Marat, Marat/Sade eller Jean-Paul Marat förföljd och mördad så som det framställs av patienterna på hospitalet Charenton under ledning av herr de Sade
- 1970 – När kvinnor älskar
- 1971 – Elizabeth R (TV-serie)
- 1971 – Music Lovers
- 1971 – Söndag, satans söndag
- 1971 – Maria Stuart – drottning av Skottland
- 1973 – Kärlek börjar med kast
- 1975 – Hedda
- 1979 – Kärlek på kryckor
- 1983 – En soldat kommer hem
- 1987 – Beyond Therapy
- 1988 – Salome's Last Dance

## Teater

### Roller
| År   | Roll         | Produktion                  | Regi            | Teater                                |
| ---- | ------------ | --------------------------- | --------------- | ------------------------------------- |
| 1988 | Lady Macbeth | Macbeth William Shakespeare | Kenneth Frankel | Mark Hellinger Theatre, New York, USA |

## Utmärkelser
- Oscar för bästa kvinnliga huvudroll, för När kvinnor älskar,  15 april 1971[8]
- Primetime Emmy Award för bästa kvinnliga huvudroll i en dramaserie, för Elizabeth R,  1972
- Emmy Award för kvinnlig huvudroll i en miniserie eller film, för Elizabeth R,  1972
- Oscar för bästa kvinnliga huvudroll, för Kärlek börjar med kast,  2 april 1974[9]
- Kommendör av 2 klass av Brittiska imperieorden,  3 juni 1978[10]
- BAFTA Award för bästa kvinnliga huvudrollsinnehavare
- Drama League Award
- Drama Desk Award för bästa kvinnliga skådespelare i en pjäs
- Evening Standard Theatre Award för bästa kvinnliga skådespelare

[Redigera Wikidata]